# فرانسیس فارمر
 فرانسیس فارمر (انگلیسی: Frances Farmer؛ ‏۱۹ سپتامبر ۱۹۱۳ – ۱ اوت ۱۹۷۰) بازیگر اهل ایالات متحده آمریکا بود.
از فیلم‌هایی که وی در آن‌ها نقش داشته است، می‌توان به شهره شهر نیویورک اشاره نمود.